# Чварков, Сергей Васильевич
Серге́й Васи́льевич Чварко́в (род. 28 мая 1961, Саратов, РСФСР, СССР) — российский военный деятель. Заместитель начальника Военной академии Генерального штаба Вооружённых Сил РФ по научной работе (4 октября 2013 — 6 ноября 2018); начальник Центра по примирению враждующих сторон в Сирии (май — сентябрь 2016 года). Начальник Главного управления по работе с личным составом Вооружённых сил РФ (2011—2013). Генерал-лейтенант, доктор военных наук, профессор.

## Биография
В 1983 году окончил Саратовское высшее военное командно-инженерное училище ракетных войск имени Героя Советского Союза генерал-майора Лизюкова А. И. Инженер-ракетчик Сухопутных войск.
Генерал-майор Чварков Сергей Васильевич указом Президента РФ от 4 октября 2013 года назначен заместителем начальника Военной академии Генерального штаба ВС РФ по учебной работе.
С мая по сентябрь 2016 года — начальник Координационного центра по примирению враждующих сторон на территории Сирийской Арабской Республики.
Доктор военных наук, профессор.
В составе коллектива авторов (Анисимов Е. Г., Анисимов В. Г., Налетов Г.А,), награждён дипломом III степени за монографию «Основы теории эффективности боевых действий ракетных войск и артиллерии».
Будучи преподавателем Военной академии Генерального штаба Вооружённых Сил Российской Федерации получил грант Благотворительного фонда Владимира Потанина в 2005—2006 учебном году.
С августа 2017 года, во время служебной командировки в Сирию начальника академии, Чварков являлся врио начальника Военной академии Генерального штаба по должности.
В ноябре 2018 года стало известно о том, что генерал-лейтенант Сергей Чварков обвиняется в хищении шести миллионов рублей. Во время следствия 6 ноября 2018 года освобождён от должности замначальника академии и находился под домашним арестом. Следствие вело Главное военное следственное управление СК России. По данным следствия, Чварков совершил крупное мошенничество — во время службы в должности замначальника Военной академии Генштаба совершил хищение у подчинённых зарплаты в размере 4,3 миллиона рублей. 10 января 2020 года признан военным судом виновным в мошенничестве и приговорён к трём годам условно. Свою вину не признал и заявил, что намерен обжаловать решение суда.
Награждён орденом «За военные заслуги», государственными и ведомственными наградами.
Член Президиума Академии военных наук.